# Iuri Ozerov
Iuri Ozerov (în rusă Юрий Озеров; n. 26 ianuarie 1921, Moscova, Gubernia Moscova⁠(d), RSFS Rusă – d. 15 octombrie 2001, Moscova, Rusia) a fost un regizor de film sovietic și rus, scriitor și profesor. Artist al Poporului din URSS (1977). Laureat al Premiului Lenin (1972). În 1982 a primit Premiul de stat al URSS. A fost membru PCUS începând cu 1947.
A fost recrutat în Armata Roșie în 1939, din octombrie 1941 a luptat în Marele Război pentru Apărarea Patriei. Din 1949 a lucrat la Mosfilm. Ozerov este autorul unor filme epice dedicate Marelui Război pentru Apărarea Patriei: Eliberare (1972), Soldații victoriei (1977), Bătălia de la Moscova (1985), Stalingrad (1989). În 1985 a fost decorat cu Ordinul Războiul pentru Apărarea Patriei, gradul 2. În epoca post-sovietică a creat, scris și regizat  serialul TV Tragedia secolului XX (1993-1994).

## Filmografie selectivă
- 1953: Im Nikitsker Botanischen Garten (В Никитском ботаническом саду)
- 1953: Arena cutezătorilor (Арена смелых)
- 1954: Într-o seară festivă (В праздничный вечер)
- 1955: Fiul (Сын)
- 1957: Kociubei (Кочубей)
- 1959: Furtuna (Фуртуна)
- 1962: Marele drum (Большая дорога)
- 1963: Der Tag eines jungen Menschen (День молодого человека)
- 1969–1972: Eliberare (Освобождение)
- 1973: Visions of Eight München 1972 – 8 regizori renumiți văd jocurile olimpice ale celei de-a XX-a Olimpiade (Олимпийский праздник)
- 1974–1977: Soldații victoriei  (Солдаты свободы)
- 1983–1985: Bătălia pentru Moscova (Битва за Москву)
- 1989: Stalingrad (Сталинград)
- 1993: Îngerul morții (Ангелы смерти)
- 1995: Gheorghi Jukov (Георгий Жуков)